# Thalassaphorura encarpata
Thalassaphorura encarpata är en urinsektsart som först beskrevs av Denis 1931.  Thalassaphorura encarpata ingår i släktet Thalassaphorura, och familjen blekhoppstjärtar. Arten är reproducerande i Sverige.